# Élie Marchal
Élie Marchal, né le 1er mars 1839 à Wasigny (Ardennes françaises) et mort le 19 février 1923 à Gembloux, est un botaniste et mycologue belge, conservateur au Jardin botanique de l'État à Bruxelles.

## Biographie
De 1861 à 1871, il est professeur d'enseignement secondaire dans les communes de Virton, Ath, Visé et Maeseyck. Devenu passionné de botanique, puis de cryptogamie, il devient botaniste adjoint (aide-naturaliste) au Jardin botanique de l'État à Bruxelles à partir de 1872. Il a notamment en charge la (re)organisation des Écoles botaniques, de l’herbier des cryptogames, mais aussi de la comptabilité du jardin. Il finit conservateur de l'établissement.
Parallèlement, Marchal donne des cours de botanique à l'École d'Horticulture de Vilvorde (1872-1880) puis dans trois écoles différentes à Bruxelles (École normale des Institutrices de l'État, École normale des Instituteurs de la Ville de Bruxelles et École normale moyenne de l'État) où il participa à la réorganisation de l'enseignement de la botanique.
Marchal est notamment un spécialiste de la famille des Araliaceae.
Il prend sa retraite en 1899 à Gembloux et collabore alors avec son fils, le botaniste Émile Marchal (1871-1954), sur de nombreux travaux scientifiques.
Élie Marchal décrit ou co-décrit de nombreuses espèces.

## Hommages
Son nom est immortalisé dans le genre fongique Marchaliella (Georg Winter ex Elisa Bommer & Mariette Rousseau) et Marchalia (Pier Andrea Saccardo).

## Sélection de publications
- Révision des Hédéracées américaines : description de dix-huit espèces nouvelles et d'un genre inédit, 1879.
- Notice sur les hédéracées récoltées : dans la Nouvelle-Grenade, l'Équateur et le Pérou, 1880.
- Champignons coprophiles de Belgique, Bulletin de la Société Royale de Botanique de Belgique, tome 24, pp.57-77, 1880.
- Recherches expérimentales sur la sexualité des spores chez les mousses dioïques, 1905 et 1906 - (avec Émile Marchal).